# Sergey Leonidovich Sokolov
Sergey Leonidovich Sokolov (tiếng Nga: Серге́й Леони́дович Соколо́в; 1 tháng 7 năm 1911 – 31 tháng 8 năm 2012) là một Nguyên soái Liên Xô, Anh hùng Liên Xô. Ông giữ chức Bộ trưởng Bộ Quốc phòng Liên Xô từ ngày 22 tháng 12 năm 1984 đến ngày 30 tháng 5 năm 1987.

## Tiểu sử
Là con trai của một người Nga từng là sĩ quan quân đội Sa hoàng, Sokolov phục vụ trong Chiến dịch hồ Khasan trong Chiến tranh biên giới Xô – Nhật và cũng chiến đấu chống lại phát xít Đức trong Chiến tranh Vệ quốc vĩ đại.
Ông là Tư lệnh Quân khu Leningrad từ năm 1965 đến 1967 và Thứ trưởng Bộ Quốc phòng thứ nhất từ năm 1967 đến 1984.
Sokolov được thăng cấp Nguyên soái Liên Xô năm 1978. Ông phụ trách các lực lượng mặt đất của Liên Xô trong cuộc xâm lược Afghanistan của Liên Xô. Cá nhân ông đã lãnh đạo cuộc tấn công chính của lực lượng mặt đất của Liên Xô vào ngày 27 tháng 12 năm 1979. Hành động và chiến lược chỉ huy của ông trong chiến tranh khiến ông trở thành một trong những Nguyên soái đáng kính nhất của Liên Xô. Vào ngày 28 tháng 4 năm 1980, ông được trao tặng danh hiệu Anh hùng Liên Xô. 

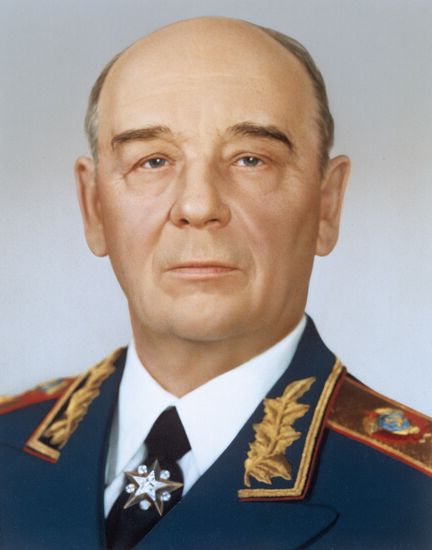
Sokolov năm 1984

Sokolov được bổ nhiệm làm Bộ trưởng Bộ Quốc phòng Liên Xô năm 1984 và giữ chức vụ này cho đến năm 1987, khi ông bị Mikhail Gorbachev sa thải do hậu quả của vụ Mathias Rust. Ông cũng là một Ủy viên dự khuyết (không bỏ phiếu) của Bộ Chính trị từ năm 1985 đến 1987.
Từ năm 1992, Sokolov là cố vấn cho Bộ trưởng Bộ Quốc phòng Liên bang Nga. Vào tháng 7 năm 2001, ông trở thành công dân danh dự của Krym, Ukraina.
Khi bước sang tuổi 100, ông tuyên bố: "Uy tín nghĩa vụ quân sự sẽ lấy lại tầm quan trọng mà nó từng có".
Sokolov qua đời vì những nguyên nhân không được tiết lộ vào ngày 31 tháng 8 năm 2012, ở tuổi 101. Ông được chôn cất vào ngày 3 tháng 9 với đầy đủ danh dự quân sự tại Nghĩa trang Novodevichy ở Moskva, bên cạnh người vợ 70 tuổi, Maria Samojlovna Sokolova (19 tháng 12 năm 1920 – 28 tháng 8 năm 2012), người vừa qua đời 3 ngày trước đó.
Ông có hai con trai đều theo binh nghiệp: Thượng tướng (hưu) Valery Sergeyevich (sinh ngày 30 tháng 9 năm 1940), nguyên giảng viên của Học viện Quân sự, và Thượng tướng (hưu) Vladimir Sergeyevich (sinh ngày 21 tháng 1 năm 1947), nguyên Tham mưu trưởng Tập đoàn quân 40 tham chiến tại Afghanistan.

## Lược sử quân hàm
- Đại úy – trước 1941
- Thiếu tá – trước 1943
- Trung tá – trước 1943
- Đại tá – 9 tháng 9 năm 1943
- Thiếu tướng – 3 tháng 8 năm 1953
- Trung tướng – 25 tháng 5 năm 1959
- Thượng tướng – ngày 13 tháng 4 năm 1963
- Đại tướng – 12 tháng 4 năm 1967
- Nguyên soái Liên Xô – 17 tháng 2 năm 1978

## Danh hiệu và giải thưởng
Liên Xô
- Anh hùng Liên Xô (28 tháng 4 năm 1980)
- Ba Huân chương Lenin (30 tháng 6 năm 1971, 28 tháng 4 năm 1980, 30 tháng 6 năm 1986)
- Huân chương Cờ đỏ, hai lần (20 tháng 4 năm 1953, 22 tháng 2 năm 1968)
- Huân chương Suvorov, hạng 1 (6 tháng 5 năm 1982)
- Huân chương Chiến tranh ái quốc, hạng 1 (6 tháng 4 năm 1985)
- Huân chương Sao Đỏ, hai lần (14 tháng 1 năm 1943, 6 tháng 11 năm 1947)

Nga
- Huân chương Công trạng cho Tổ quốc; 
  - Lớp 2 (21 tháng 6 năm 2001)
  - Lớp 3 (30 tháng 6 năm 1996)
  - Lớp 4 (ngày 2 tháng 11 năm 2009)
- Huân chương Alexander Nevsky (23 tháng 6 năm 2011)
- Huân chương Danh dự (1 tháng 7 năm 2006)
- Huân chương Zhukov (25 tháng 4 năm 1995)

Afghanistan
- Huân chương Cờ đỏ (1982)
- Huân chương Cách mạng Saur (1984)

Bulgaria
- Huân chương Georgi Dimitrov, hai lần (1985, 1986)

Hungary
- Huân chương Quốc kỳ Cộng hòa Hungary, với hồng ngọc (1986)

Việt Nam
- Huân chương Hồ Chí Minh (1985)
- Huân chương Quân công, hạng 1 (1983)

Đông Đức
- Huân chương Karl Marx (1986)

Jordan
- Huân chương Độc lập, hạng 1 (1977)

Cuba
- Huân chương Playa Girón (1986)

Mông Cổ
- Huân chương Sukhbaatar, hai lần (1971, 1986)
- Huân chương Cờ đỏ (1982)

Ba Lan
- Huân chương Danh dự Cộng hòa Ba Lan, hạng 2 (1985)
- Huân chương Polonia Restituta, lớp 2 và 3 (1968, 1971)

Rumani
- Huân chương Tudor Vladimirescu, hạng 1 (1969)
- Huân chương "23 tháng 8" (1974)

Tiệp Khắc
- Huân chương Klement Gottwald (1985)

Phần Lan
- Huân chương Hoa hồng trắng Phần Lan, hạng 1 (1986)

Vào tháng 7 năm 2001, vào ngày sinh nhật lần thứ 90 của mình, ông đã được trao danh hiệu công dân danh dự của Yevpatoria.